# E2fsprogs
e2fsprogs è un pacchetto di programmi per la gestione dei file system ext2, ext3 ed ext4.
Comprende e2fsck, mke2fs, debugfs, dumpe2fs e tune2fs. Il pacchetto mette a disposizione i comandi badblocks, chattr e lsattr.